# Třída Halcyon
Třída Halcyon byla lodní třída britských minolovek z období druhé světové války. Celkem bylo postaveno 21 jednotek této třídy. Za druhé světové války jich bylo devět zničeno a jedna neopravitelně poškozena.

## Stavba

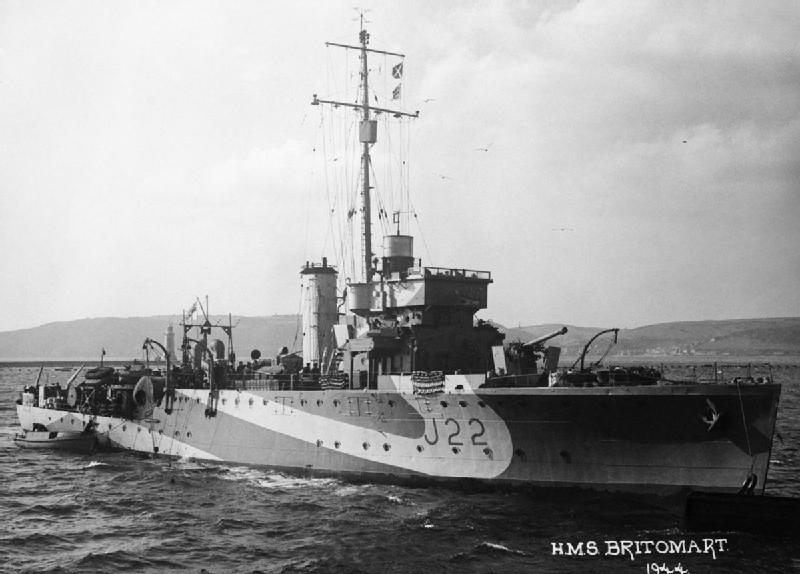
HMS Britomart (J22)

Vývoj nové třídy minolovek byl zahájen roku 1931. Celkem bylo v letech 1933-1939 postaveno 21 jednotek této třídy. Podle typu pohonu se dělily do tří skupiny. Čtyři plavidla byla objednána a postavena v upravené podobě jako výzkumné lodě (u dvou byl rozsah změn menší, aby mohly být rychle upraveny na minolovky). Minolovka Seagull byla první válečnou lodí královského námořnictva kompletně postavenou pomocí svařování.

## Konstrukce

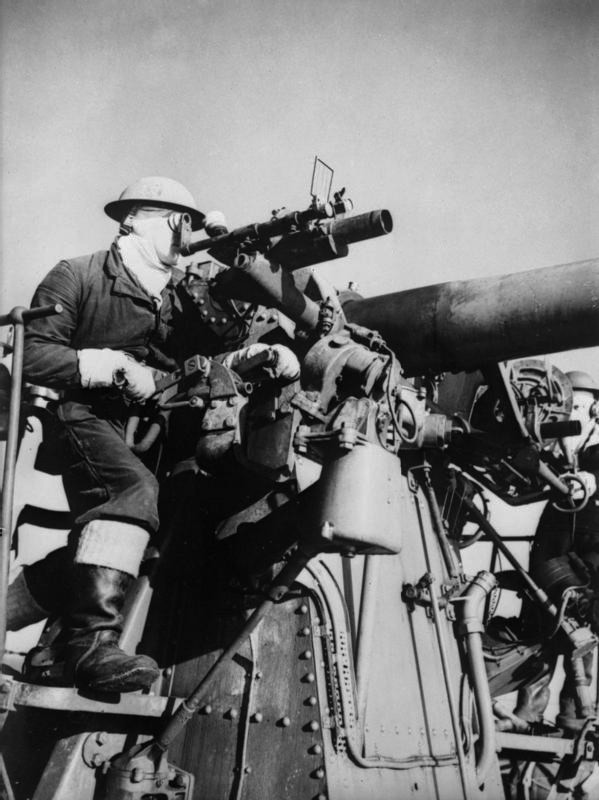
102mm kanón minolovky HMS Hazard

Během služby se výzbroj plavidel měnila. Po dokončení nesla dva 102mm kanóny, jeden protiletadlový pom-pom a osm 7,62mm kulometů. Na zádi bylo minolovné vybavení. Během války byla zesilována protiletadlová výzbroj. Část kulometů nahradily dva 20mm kanóny Oerlikon, někdy dvojice 20mm kanónů nahradila i zadní 102mm kanón. Při nasazení do doprovodu konvojů plavidla nesla hlubinné pumy, k jejichž odpalování sloužily čtyři vrhače a dvě skluzavky.
Třída se dělila na tři skupiny lišící se typem pohonu. První skupina (5 ks) měla parní stroje s dvojnásobnou expanzí, druhá (2 ks) parní stroje s trojnásobnou expanzí a poslední (14 ks) poháněly parní turbíny. Ve všech případech měl pohonný systém výkon 2000 hp, páru mu dodávaly dva tříbubnové kotle Admiralty a lodní šrouby byly dva. Nejvyšší rychlost dosahovala 17 uzlů. Dosah byl 7000 námořních mil při rychlosti 10 uzlů (u turbínových lodí jen 6000 námořních mil).

### Výzkumné lodě

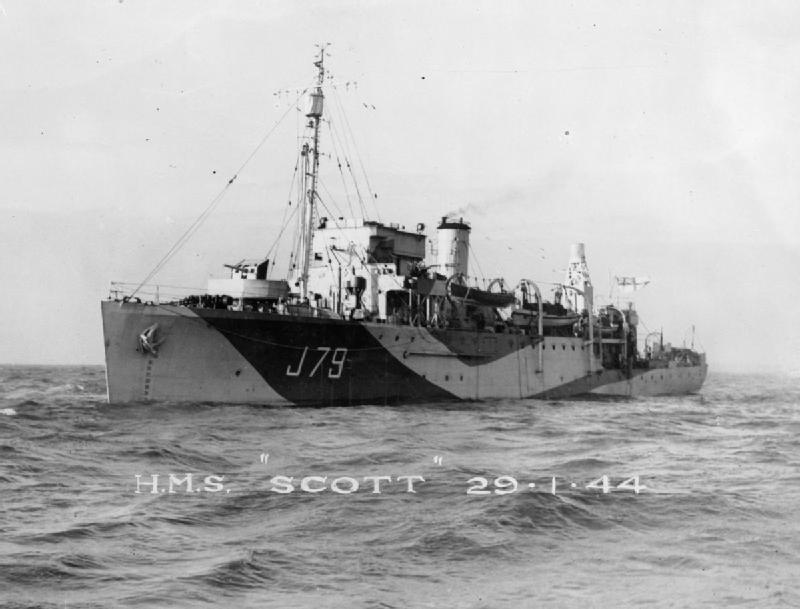
Výzkumná loď HMS Scott (J79) v roce 1944

Čtyři jednotky třídy Halcyon byly postaveny jako hydrografické výzkumné lodě. Zatímco Franklin a Scott byly čistě výzkumné lodě, v případě lodí Gleaner a Jason byl rozsah změn menší a plavidla šlo zpět upravit na minolovky. Za války byly skutečně jako minolovky nasazeny a po válce byly místo nich na výzkumné lodě upraveny jejich sesterské lodě Seagull a Sharpshooter (později přejmenována na Shackleton). Plavidla nenesla výzbroj (za války Franklin a Scott nesly jeden 76mm kanón a několik lehkých zbraní), měla rozšířený můstek a rozměrnou nástavbu pro vědce na zádi.

## Služba

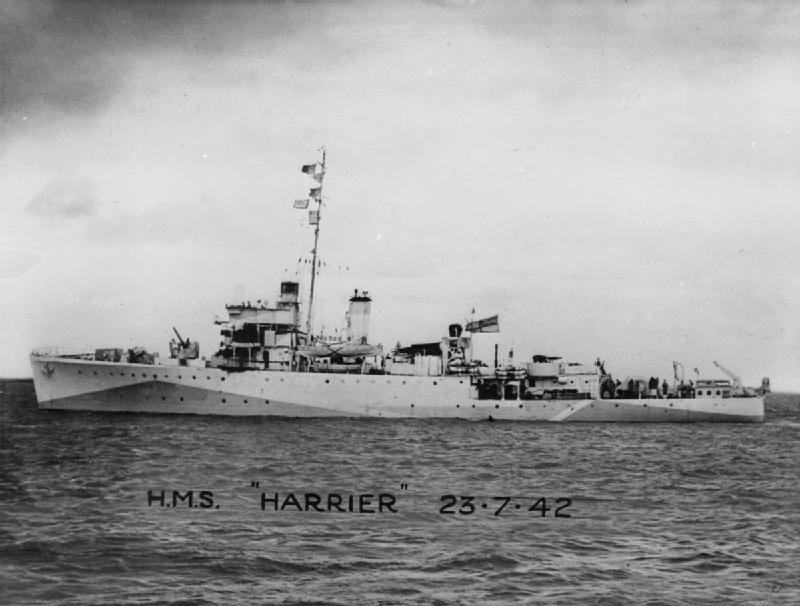
HMS Harrier

Všech 21 jednotek třídy Halcyon bylo britským královským námořnictvem nasazeno ve druhé světové válce. Plavidla sloužila především k ničení min, doprovodu konvojů, nebo jako výzkumné lodě. Nasazeny byly v domácích vodách, Severním moři, Atlantiku, Středomoří, nebo v Arktidě. V roce 1940 evakuovaly 14 000 vojáků z obleženého přístavu Dunkerk. Doprovázely arktické konvoje do SSSR, podílely se na doprovodu středomořských konvojů, na vyloděních v Itálii i v Normandii. V akci bylo potopeno devět lodí, přičemž zemřelo 578 členů jejich posádek.
Ztracená plavidla:
- HMS Sphinx (J 69) – 3. února 1940 byla u skotského pobřeží potopena německým letectvem.
- HMS Skipjack (J 38) – 1. června 1940 byla poblíž Dunkerku potopena německým letectvem.
- HMS Gossamer (J 63) – 24. června 1942 byla u pobřeží poloostrova Kola potopena německým letectvem.
- HMS Niger (J 73) – 5. července 1942 poblíž Islandu omylem navedla konvoj do minového pole. Sama byla minou zničena.
- HMS Leda (J 93) – 20. září 1942 byla poblíž Špicberk potopena německou ponorkou U-435.
- HMS Bramble (J 11) – 31. prosince 1942 byla při doprovodu arktického konvoje JW-51B v Barentsově moři potopena německým torpédoborcem Z16 Friedrich Eckoldt.
- HMS Hebe (J 24) – 22. listopadu 1943 byla poblíž Bari zničena minou položenou německou ponorkou U-453.
- HMS Hussar (J 82) – 27. srpna 1944 byla poblíž Le Havre potopena vlastním letectvem.
- HMS Britomart (J 22) – 27. srpna 1944 byla poblíž Le Havre potopena vlastním letectvem.